# George Williams (cestista)
George Calvin Williams (Monroe, 3 gennaio 1981) è un ex cestista statunitense, professionista nella NBDL.

## Palmarès
- Campione USBL (2006)